# Madame Claude
Pour les articles homonymes, voir Madame Claude (homonymie) et Claude.
 (octobre 2024).
Fernande Grudet, dite Madame Claude, née le 6 juillet 1923 à Angers et morte le 19 décembre 2015 à Nice, est une proxénète française. Dans les années 1960-1970, elle est à la tête d'un réseau de prostitution qui a pour clients des dignitaires de différents gouvernements, des diplomates et des hauts fonctionnaires.
Son surnom est devenu une antonomase dans la langue française (aussi utilisée dans la langue anglaise sous la forme de « Madam ») pour désigner un proxénète de la prostitution « de luxe ».

## Biographie

### Jeunesse et formation
Fernande Joséphine Grudet a des origines modestes : son père tient un café rue Diderot à Angers et vend des sandwiches à la gare pour subvenir aux besoins de sa famille. Du couple Grudet naissent deux filles : Joséphine, la première fille, qui meurt en 1924, à l'âge de 19 ans, puis Fernande le 6 juillet 1923. Elle est élève à l'institution Jeanne-d'Arc puis à l'Immaculée-Conception d'Angers. Le père décède à l'hôpital à 58 ans, le 26 janvier 1941, d'un cancer du larynx.  
Dans les biographies qui lui sont consacrées ou dans ses mémoires, les affabulations et incertitudes sont légion. Elle s'invente des origines bourgeoises, un père industriel, avoir reçu une éducation très stricte chez les sœurs Visitandines, un père résistant mort pendant l'Occupation, une fille conçue avec un résistant mort en déportation et qui est élevée par sa grand-mère en province, un passé de résistante déportée au camp de concentration nazi de Ravensbrück où elle aurait sauvé, grâce à un médecin du camp tombé sous son charme, Geneviève de Gaulle. Aucune de ces histoires n'est avérée.

### Prostitution et proxénétisme
Mère célibataire, elle s’installe à Paris et prend le pseudonyme de Claude, genre indéterminé qui manifeste peut-être une manière de neutralité sexuelle. Elle raconte plus tard avoir fréquenté les milieux du banditisme (notamment Pierre Loutrel) et s'être prostituée.

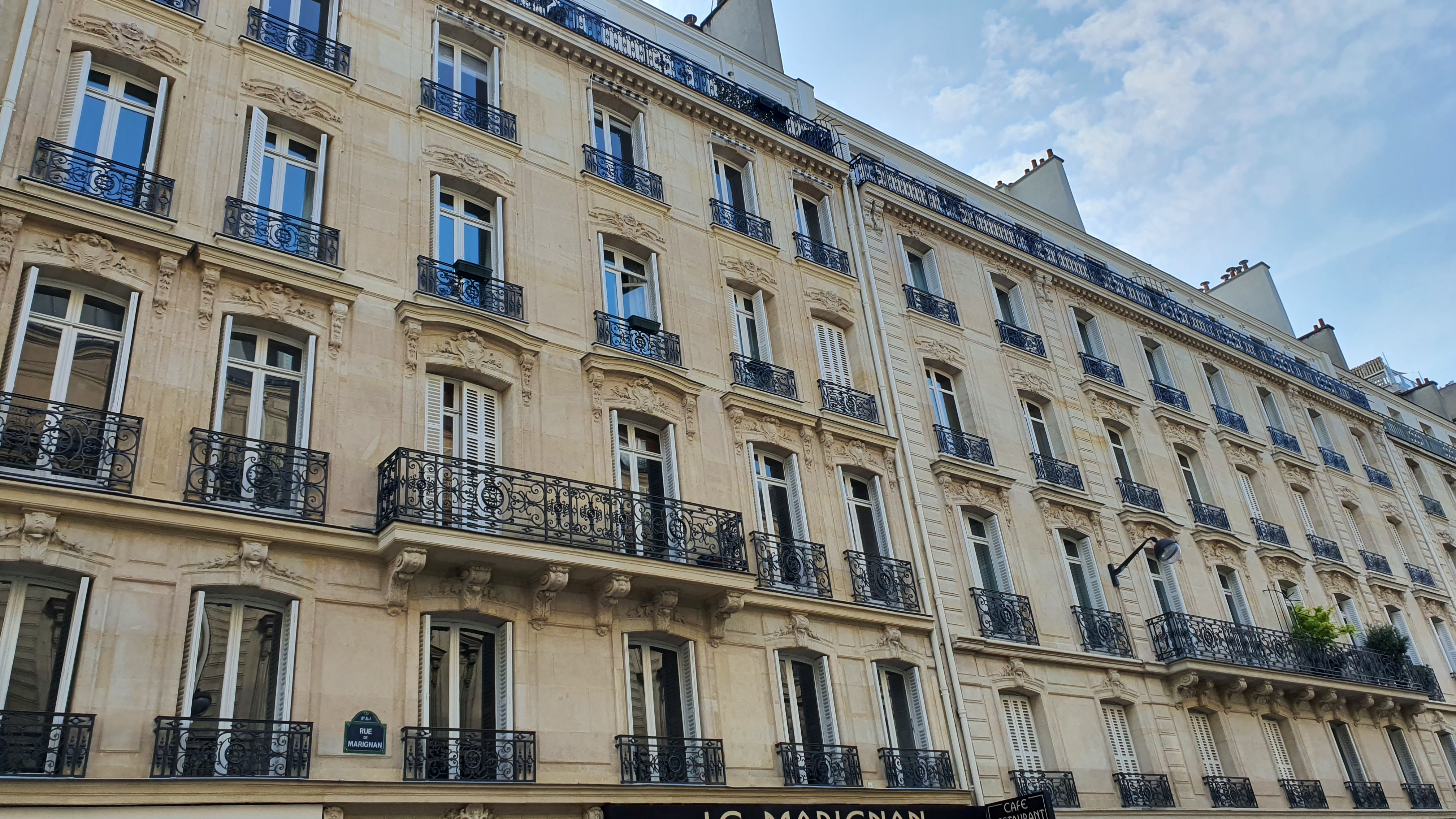
L'immeuble où elle réside, rue de Marignan à Paris.

Elle monte, à la fin des années 1950, une entreprise de prostitution de luxe qu'elle anime par téléphone (alors un luxe) depuis son appartement de la rue de Marignan. Les prestations sont réservées à une élite disposant de moyens financiers importants : hommes politiques, hauts fonctionnaires et artistes. 
Elle engage des femmes âgées entre 20 et 35 ans, avec un minimum d'éducation, « avec de jolis gestes » et d'une certaine taille, et leur permet une formation intellectuelle supplémentaire et d'améliorer leur connaissance des bonnes manières. Une hygiène irréprochable et la proscription des drogues fait également partie des prérequis. Recrutant au Crazy Horse, Chez Régine ou chez Castel, son groupe comprend des mannequins et des apprenties actrices. Son adjointe, Catherine Vergitti, se charge du repérage des candidates potentielles. Les prostituées officient dans une maison close située au 32 rue de Boulainvilliers dans le 16e arrondissement de Paris. Les jeunes femmes qu'elle prostitue « se vendent pour 10 000 ou 15 000 francs la nuit en 1960 » (soit de 17 732 € à 26 598 € en euros constant de 2022 selon l'INSEE). Pendant vingt ans, Madame Claude règne sur un groupe de cinq cents prostituées, les fait habiller par de grands couturiers et recourir systématiquement à la chirurgie esthétique,. Elle-même fait appel à ces traitements chirurgicaux, subissant plusieurs opérations de visage ; elle juge son physique laid, alors qu'elle est dotée d'un réel charisme.
« Claude réglait toutes les factures, Dior, Vuitton, les coiffeurs, les médecins, et les filles devaient ensuite travailler pour la rembourser », explique l'actrice Françoise Fabian qui a interprété la mère maquerelle en 1977 : « C'était de la servitude sexuelle dans laquelle Claude prenait 30 % au passage. Elle aurait pu prendre plus, mais elle disait que les filles l'auraient trahie si elle l'avait fait ». Madame Claude réfute le terme de proxénétisme : elle prétend d'ailleurs n'avoir jamais forcé ses « filles » à monnayer leurs charmes, et se vante que plusieurs de ses protégées aient fait des mariages intéressants grâce à son entreprise. À la fin de la formation de ses recrues, Madame Claude les envoie pour être « testées » par un ami, rôle longtemps tenu par Jacques Quoirez, frère de Françoise Sagan.
Sans jamais révéler le nom de ses clients, elle laissait volontiers les journalistes lui attribuer telle ou telle pratique, son aura grandissant d'autant. Différentes personnalités politiques auraient fait partie de sa clientèle, comme le président américain John F. Kennedy, le ministre israélien Moshe Dayan, l'industriel italien Giovanni Agnelli, le guide libyen Mouammar Kadhafi ou le roi Hussein de Jordanie. Elle s'est liée avec des personnages d'origines les plus diverses, parmi lesquels Marlon Brando ou encore le neveu du roi Farouk, le milliardaire égyptien Ibrahimi.
Madame Claude bénéficie à l'époque de la clémence de la police, en particulier parce qu'elle fait des comptes rendus réguliers à la brigade mondaine, au SDECE et aux Renseignements généraux, qui complètent leurs « notes blanches » avec les pratiques sexuelles du client concerné. Méprisant les hommes, elle ne considérait pas mieux les femmes, et ne voyait dans le sexe tarifé qu'un moyen de domination. Si certaines l'ont considérée à l'époque comme une icône féministe, ayant atteint les sommets de l'échelle sociale dans un monde strictement masculin, son avocat Francis Szpiner la juge au contraire très traditionaliste, et Françoise Fabian comme « quelqu’un d’assez terrifiant [...] prétentieuse et complètement mythomane ».
La mansuétude politique disparaît avec l’arrivée de Valéry Giscard d'Estaing au pouvoir et de Michel Poniatowski à la tête du ministère de l'Intérieur ; Giscard suppose que Madame Claude a tenté de le piéger en lui envoyant une de ses recrues. À partir de 1976, le juge Jean-Louis Bruguière entreprend de démanteler le réseau. Ne déclarant pas ses 30 % de prélèvement sur les honoraires de ses prostituées, Madame Claude est poursuivie par le fisc, qui lui réclame onze millions de francs, ses gains mensuels étant estimés à 70 000 francs, auxquels s'ajoutent les cadeaux en nature : bijoux, fourrures, automobiles. Madame Claude est condamnée à dix mois de prison avec sursis, et 11 millions de francs d'amende. Mais elle épouse un citoyen suisse pour obtenir sa nationalité, puis s’enfuit aux États-Unis en juin 1977.
Aux États-Unis, elle prend le nom de Claude Tolmatcheff et ouvre une pâtisserie en Californie, mais fait faillite. Afin d'obtenir la carte verte, elle se remarie avec un barman homosexuel, ouvre un restaurant, Le Canard, et se fait appeler Claude Cook. Elle est finalement dénoncée aux services de l'immigration. Persuadée qu'il y a prescription en ce qui concerne ses ennuis fiscaux, elle revient en France. Elle vit dans une ancienne bergerie (rachetée à l'ancien ministre Olivier Guichard) à Cajarc dans le Lot. Mais elle est arrêtée le 31 décembre 1985 (ou 1986) et purge une peine de un an et demi de prison. À sa sortie de prison, elle devient vendeuse de jeans dans une boutique de la rue Dauphine[réf. nécessaire]. En 1991, elle tente de monter un nouveau réseau de prostitution, sous un faux nom, avec une douzaine de prostituées dans un appartement du quartier du Marais. Son réseau est à nouveau démantelé et elle est arrêtée par la commissaire Martine Monteil, qui dirige alors la brigade de répression du proxénétisme.  
Poursuivie par la justice pour proxénétisme aggravé en 1992, malgré la défense de Me Francis Szpiner, elle est condamnée à six mois de prison ferme, trente mois avec sursis et un million de francs d'amende[réf. nécessaire]. Elle fait appel, mais la chambre de la Cour d'appel de Paris confirme la condamnation le 4 février 1993, à trois ans d'emprisonnement dont trente mois avec sursis, à cinq ans d'interdiction de séjour[Où ?] et autant de privation des droits civiques. Entre-temps, elle accorde à TF1, dans une émission spéciale « Les confessions de Madame Claude », sa première interview (par  Isabelle Morini-Bosc) à la télévision. Elle est incarcérée à Fleury-Mérogis pendant dix mois. À sa sortie, elle s'installe dans la Beauce[réf. nécessaire].  
À partir de 2000, Fernande Grudet vit en recluse dans un petit appartement sur la Côte d'Azur[réf. nécessaire]. Elle tente de revoir sa fille, en vain[réf. nécessaire]. Elle subit un accident vasculaire cérébral en 2013 et meurt en 2015 à l'hôpital des Sources de Nice,.

## Enquêtes et adaptations
L'histoire de Madame Claude et de son réseau a inspiré des auteurs et des cinéastes. 
- Le livre d'Élisabeth Antébi et Anne Florentin, Les Filles de Madame Claude, publié en 1974, est le premier du genre à retracer l'ascension de Madame Claude et la vie quotidienne de ses « pensionnaires ». Les deux auteures ont intégré le processus de recrutement des pensionnaires pour rédiger l'ouvrage. Antébi a été menacée d'être défigurée pour l'avoir écrit[3].
- Le film Le Téléphone rose (1975) d'Édouard Molinaro lui fait référence.
- Sa vie a été adaptée dans le film Madame Claude par le réalisateur Just Jaeckin en 1977 avec Françoise Fabian dans le rôle-titre. Selon Jaeckin, Madame Claude tint à ce que le réalisateur essaie une de ses recrues avant de faire le film, et lui en envoya une correspondant à ses goûts[3]. Une suite, intitulée Madame Claude 2, est réalisée par François Mimet en 1981, avec Alexandra Stewart cette fois.
- Elle est un personnage non visible du film Le Professionnel (1981) de Georges Lautner, passant un coup de téléphone à Doris Frederiksen (54e minute).
- Une série d'ouvrages érotiques est éditée dans les années 1980 dans la collection « Les dossiers secrets de Madame Claude » (éditions E1).
- Dans la version française de l'épisode des Simpson L'Ennemi d'Homer (saison 8, épisode 23), Monsieur Burns fait référence à Madame Claude.
- En 2010, un épisode de l'émission de France 2 Un jour, un destin, intitulé Madame Claude : sexe, mensonges et secrets d’État, retrace la vie de Madame Claude.
- En 2021, le film français Madame Claude de Sylvie Verheyde retrace sa vie, avec Karole Rocher pour l'incarner ; elle est représentée à la fois comme une « proxénète dure et intraitable, mais aussi comme une sorte d’icône féministe, femme délimitant son territoire et affirmant son indépendance dans un monde d’hommes qu’elle se plaisait à dominer »[3].
- En 2022, un épisode inédit de la série Les Petits Meurtres d'Agatha Christie est diffusé. L'enquête se base sur le meurtre de Madame Maude, qui est une gérante d'un réseau international de prostitution dans les années 1970. Cet épisode, initialement nommé « Le meurtre de madame Maude », a été remplacé au dernier moment par le titre « Quand les souris dansent ». Le scénariste de l'épisode a déclaré publiquement s'être librement inspiré de la vie de Madame Claude pour écrire l'épisode.

## Autobiographies
- Jacques Quoirez, « Allô, oui » ou Les mémoires de madame Claude, Stock, 1975, 148 p. (ISBN 2-234-00282-6)Rédigé à partir d'entretiens de l'auteur avec Madame Claude
- Claude Grudet, Le meilleur, c'est l'autre, Balland, 1986, 223 p. (ISBN 2-7158-0577-2)
- Claude Grudet, Madam : roman vécu, Michel Lafon, 1994, 304 p. (ISBN 2-84098-033-9)Dans cette « histoire de Madame Claude par Madame Claude » largement fantasmée, celle-ci s'invente une famille, trois frères (elle n'en avait pas) élevés chez les jésuites, un père ingénieur (alors qu'il était ouvrier) et raconte qu'elle a été déportée durant la guerre, alors que son nom n'apparaît dans aucun camp de concentration.

### Émissions radiophoniques
- « Madame Claude, la reine de la prostitution » le 8 janvier 2016 dans L'Heure du crime de Jacques Pradel sur RTL.
- Jean-Alphonse Richard, « Madame Claude : "J'ai eu une vie hors du commun " », émission de 37 min [], sur RTL, Confidentiel, 7 septembre 2019 (consulté le 8 avril 2021).
- Fabrice Drouelle, « Madame Claude ou la vie rêvée de Fernande Grudet », émission de 54 min [], sur France Inter, Affaires sensibles, 7 avril 2017 (consulté le 8 avril 2021).